# 1154

## Събития
Хенри II, първи крал на Англия, се възкачва на власт

## Родени
- Всеволод III, велик княз на Киев и Владимир-Суздал

## Починали
- Роджър II – крал на Сицилия
- Изяслав II, велик княз на Киевска Рус
- 25 октомври – Стивън, крал на Англия
- 3 декември – Анастасий IV, римски папа